# Trasattel
Trasattel är ett bergspass i Österrike. Det ligger i distriktet Leoben och förbundslandet Steiermark, i den östra delen av landet. Trasattel ligger 1 304 meter över havet. Över Trasattel går vandringsleder.
I omgivningarna runt Trasattel växer i huvudsak blandskog.